# Robbie Kruse
Robbie Thomas Kruse (* 5. Oktober 1988 in Brisbane), Spitzname Skippy, ist ein australischer ehemaliger Fußballspieler.

## Karriere

### Verein

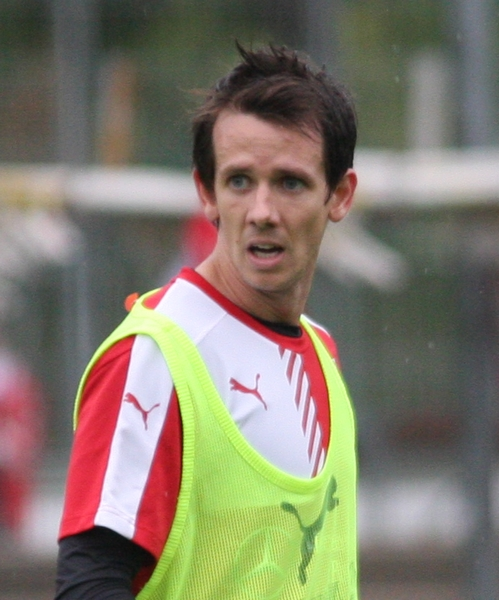
Robbie Kruse bei seiner ersten Trainingseinheit mit dem VfB Stuttgart

Robbie Kruse spielte in der Jugend bei der Queensland Academy of Sport und im Australian Institute of Sport. Später erhielt er Profiverträge bei Brisbane Roar und Melbourne Victory. In Deutschland spielte Kruse ab dem Sommer 2011 als Stürmer für den deutschen Zweitligisten Fortuna Düsseldorf. Wurde er in der Aufstiegssaison 2011/12 nur in der Vorrunde eingesetzt, war Kruse ab der Bundesligaspielzeit 2012/13, in der Fortuna Düsseldorf direkt wieder abstieg, Stammspieler. Sein erstes Bundesligator erzielte er am 10. November 2012 (11. Spieltag) beim 1:1 im Heimspiel gegen die TSG 1899 Hoffenheim. Am 2. Februar 2013 verhalf er seiner Mannschaft durch zwei Tore zu einem 3:1-Heimspielsieg gegen den VfB Stuttgart.
Im April 2013 kündigte Bundesligist Bayer 04 Leverkusen an, den Australier für eine Ablösesumme von 1,5 Millionen Euro zu verpflichten, obwohl sein gültiger Vertrag bei der Fortuna noch bis 2014 lief. Grund für seinen Abgang war nach eigenen Angaben, dass er sich als Fußballer weiterentwickeln wollte. Seine einzigen beiden Treffer für Bayer Leverkusen erzielte Kruse am 6. Spieltag am 21. September 2013 beim 4:1-Auswärtssieg gegen den 1. FSV Mainz 05. Er wirkte in 15 Vorrundenspielen mit, wurde dabei meist eingewechselt. Im Januar 2014 zog er sich einen Kreuzbandriss zu. Am 4. Oktober 2014 spielte er zum ersten Mal wieder in der Liga und kam zu einigen Kurzeinsätzen. Am 31. Januar 2015 zog er sich im Finale der Asienmeisterschaft eine Sprunggelenksverletzung zu. Erst am Saisonende konnte er wieder mit dem Training beginnen.
Am 31. August 2015 verpflichtete der VfB Stuttgart Kruse auf Leihbasis. Stuttgart sicherte sich im Rahmen einer Kaufoption zudem die Möglichkeit, Kruse fest zu verpflichten. Kruse kam in vier von 18 möglichen Pflichtspielen zum Einsatz und spielte in keinem von Beginn an. Am 1. Februar 2016 kehrte er vorzeitig nach Leverkusen zurück.
Am 22. Januar 2017 wurde bekannt, dass er mit sofortiger Wirkung nach China zum Erstligisten Liaoning Hongyun wechsele. Im Mai 2017 löste er ebenso wie sein Mannschaftskollege James Holland seinen Vertrag auf.
Am 21. Juli 2017 unterschrieb er einen Vertrag beim VfL Bochum. Er gilt dort inzwischen zusammen mit seinem österreichischen Mannschaftskollegen Kevin Stöger als „ein Duo, das dem VfL Punkte bringt.“ „Der schnelle Australier ist bisher sicherlich der stärkste Neuzugang des VfL.“ Im Sommer 2019 trennten sich die Wege des Australiers und des VfL, der zum Saisonende auslaufende Vertrag des Offensivspielers wurde im Frühjahr nicht mehr verlängert.
Ende Juli 2019 kehrte der Australier in die Heimat zum Erstligisten Melbourne Victory zurück, bei dem er einen Zweijahresvertrag erhielt. Dort traf er auch auf seinen ehemaligen Bochumer Mannschaftskollegen Tim Hoogland, der im August nach Melbourne wechselte.

### Nationalmannschaft
Sein Debüt für die A-Nationalmannschaft von Australien gab Kruse am 5. Januar 2011 gegen die Vereinigten Arabischen Emirate. Er erreichte bei der Asienmeisterschaft 2011 mit der Auswahl seines Heimatlandes das Endspiel. Im Finale der Asienmeisterschaft 2015 stand Kruse in der Startaufstellung Australiens und wurde mit dem Gastgeber Asienmeister. Im Rahmen der Weltmeisterschaft 2018 in Russland wurde Kruse in den Kader der australischen Nationalmannschaft berufen. Dort schied Australien zwar nach der Vorrunde aus, Kruse spielte jedoch in allen drei Partien.

## Erfolge

### Verein
Aufstieg in die Bundesliga: 2012 mit Fortuna Düsseldorf

### Nationalmannschaft
Asien-Meister (1): 2015 mit Australien

## Auszeichnungen
- Melbourne Victorys Nachwuchsspieler der Saison: 2009/10
- PFA Harry Kewell Medal (U-23-Fußballer des Jahres): 2010/11
- Nominierung in das PFA Team of the Year: 2010/11
- PFA Footballer of the Year: 2012/13